# Danilo Gabriel de Andrade
Danilo Gabriel de Andrade (sinh ngày 11 tháng 6 năm 1979) là một cầu thủ bóng đá người Brasil.

## Sự nghiệp câu lạc bộ
Danilo Gabriel de Andrade đã từng chơi cho Kashima Antlers.

## Thống kê câu lạc bộ

### J.League
| Đội             | Năm       | J.League | J.League | J.League Cup | J.League Cup | Tổng cộng | Tổng cộng |
| Đội             | Năm       | Trận     | Bàn      | Trận         | Bàn          | Trận      | Bàn       |
| --------------- | --------- | -------- | -------- | ------------ | ------------ | --------- | --------- |
| Kashima Antlers | 2007      | 26       | 0        | 9            | 0            | 35        | 0         |
| Kashima Antlers | 2008      | 28       | 4        | 2            | 0            | 30        | 4         |
| Kashima Antlers | 2009      | 23       | 2        | 2            | 0            | 25        | 2         |
| Tổng cộng       | Tổng cộng | 77       | 6        | 13           | 0            | 90        | 6         |